# Cerje Pokupsko
 Cerje Pokupsko  falu Horvátországban Zágráb megyében. Közigazgatásilag Pokupskóhoz tartozik.

## Fekvése
Zágráb központjától 35 km-re délre, községközpontjától 3 km-re északnyugatra a Pokupskót Lijevi Štefankival összekötő út mellett fekszik. Településrészei Išeki, Kraljevići, Silaji és Žugaji.

## Története
Cerje első írásos említése 1525-ben „praedium Cherye” néven történt. 1570-ben „Czerye”, 1673-ban „Tzerye” alakban említik a korabeli források. A falunak 1857-ben 147, 1910-ben 230 lakosa volt. Trianon előtt Zágráb vármegye Pisarovinai járásához tartozott. 2001-ben a falunak 99 lakosa volt.

## Lakosság
| Lakosság változása | Lakosság változása | Lakosság változása | Lakosság változása | Lakosság változása | Lakosság változása | Lakosság változása | Lakosság változása | Lakosság változása | Lakosság változása | Lakosság változása | Lakosság változása | Lakosság változása | Lakosság változása | Lakosság változása |
| ------------------ | ------------------ | ------------------ | ------------------ | ------------------ | ------------------ | ------------------ | ------------------ | ------------------ | ------------------ | ------------------ | ------------------ | ------------------ | ------------------ | ------------------ |
| 1857               | 1869               | 1880               | 1890               | 1900               | 1910               | 1921               | 1931               | 1948               | 1953               | 1961               | 1971               | 1981               | 1991               | 2001               |
| 147                | 180                | 200                | 233                | 246                | 230                | 224                | 235                | 413                | 225                | 218                | 179                | 157                | 118                | 99                 |

## Nevezetességei
Szent Péter és Pál apostolok tiszteletére szentelt fakápolnája 1932-ben épült. Építői az előtér felirata szerint lijevi štefanki ácsmesterek voltak. Az előtér négy tartóoszlopát ugyanaz a csipés ornamentika díszíti, mint Pokupsko régi faházait. A homlokzat oromzatát szintén csipkézett szegély díszíti, mely a felette magasodó harangtornyon is folytatódik. A kápolna egyszerű kis oltára a 17. században készült még a régebbi kápolna számára, amely a lijevi štefanki kápolnához hasonló volt.